# Phyllogomphus aethiops
Phyllogomphus aethiops – gatunek ważki z rodziny gadziogłówkowatych (Gomphidae).